# European Computer Trade Show
European Computer Trade Show (ECTS, укр. Європейська комп'ютерна виставка) — щорічний європейський захід, громадська виставка, присвячена IT-індустрії загалом і індустрії комп'ютерних ігор зокрема. Перша виставка пройшла 1989 року, а остання — 2004 року.

## Історія та опис
Спочатку ECTS була відкрита тільки для фахівців галузі та журналістів. Тим не менш, відбувалися часті проникнення на заходи з боку неуповноважених осіб із підробленими посвідченнями особи. У зв'язку з широкомасштабною природою таких проникнень багато учасників почали проводити заходи для відкритої громадськості, поряд з ECTS стали проводитися відкриті шоу типу Future Entertainment Show і Game Stars Live.
ECTS проводилася наприкінці серпня та на початку вересня кожного року. Починаючи з 2002 року, ECTS проводилося в Earls Court Exhibition Centre в Лондоні. До цього ECTS проводилася також у Лондоні, але в інших місцях: ExCeL London, Grand Hall і в Олімпії.
З 2001 по 2004 роки паралельно ECTS проводилося Game Developers Conference Europe. Тоді як ECTS була орієнтована на громадськість, споживачів та пресу, GDC Europe орієнтувалося на спілкування між професійними розробниками ігор та призначалося лише для відвідування розробниками. У 2004 році GDC Europe змінило місце розташування.
У квітні 2005 року організатор ECTS CMP Media оголосив про припинення проведення ECTS у зв'язку з відходом компанії з ринку Великої Британії.

## Місця
| Рік  | Дати          | Location                      |
| ---- | ------------- | ----------------------------- |
| 1989 | 16-18 квітня  | Business Design Centre        |
| 1990 | 1-3 квітня    | Business Design Centre        |
| 1991 | 14-16 квітня  | Business Design Centre        |
| 1992 | 12-14 квітня  | Business Design Centre        |
|      | 6-8 вересня   | Business Design Centre        |
| 1993 | 4-6 квітня    | Business Design Centre        |
|      |               | Business Design Centre        |
| 1994 | 10-12 квітня  | Business Design Centre        |
|      | 4-6 вересня   | Business Design Centre        |
| 1995 | 26-28 березня | Olympia                       |
|      | 10-12 вересня | Olympia                       |
| 1996 | 14-16 квітня  | Olympia                       |
|      | 9-10 вересня  | Olympia                       |
| 1997 | 7-9 вересня   | Olympia                       |
| 1998 | 6-8 вересня   | Olympia                       |
| 1999 |               | Olympia                       |
| 2000 | 3-5 вересня   | Olympia                       |
| 2001 | 2-4 вересня   | ExCeL                         |
| 2002 | 29-31 серпня  | Earls Court Exhibition Centre |
| 2003 | 27-29 серпня  | Earls Court Exhibition Centre |
| 2004 | 1-3 вересня   | Earls Court Exhibition Centre |